# مردان (تشكدان)
مردان (بالفارسية: موردن) هي قرية تقع في إيران في هرمزغان. يقدر عدد سكانها بـ 11 نسمة .